# Hiller VXT-8
Hiller VXT-8 Coleopter byl projekt americké experimentální koleoptéry společnosti Hiller Aircraft z konce 50. let 20. století. Byl inspirován zkušebním programem francouzské společnosti SNECMA, která vyvinula typ C.450 Coléoptère.
Jednalo se o koncepci jednomístného stroje schopného vertikálního vzletu a přistání (VTOL) s prstencovým křídlem obepínajícím štíhlý trup, v jehož přídi byl pilotní kokpit. Přistávací podvozek byl čtyřbodový s malými kolečkami na vnější části prstencové nosné plochy. Zkonstruován byl pouze pokusný model, který se v současnosti nachází v muzeu firmy Hiller (Hiller Aviation Museum) ve městě San Carlos v Kalifornii.